# White Sands (filme)
White Sands (Brasil: Areias Brancas / Portugal: Areias Escaldantes) é um filme estadunidense de 1992, do gênero policial, dirigido por Roger Donaldson e escrito por Daniel Pyne para a Warner Bros. Estrelado por Willem Dafoe, Mary Elizabeth Mastrantonio, Samuel L. Jackson e Mickey Rourke, o filme é sobre um xerife de uma cidade pequena do sudoeste dos Estados Unidos que encontra um corpo no deserto com uma mala e US$500,000. Ele se faz passar pelo homem e se depara com uma investigação do FBI.
Com base em 14 opiniões coletadas pelo Rotten Tomatoes, 43% dos críticos deram à White Sands uma avaliação positiva; a classificação média é de 4.9/10. Peter Travers, da revista Rolling Stone, escreveu que o enredo era previsível e, quando se revela que Lennox é um agente da CIA, é completamente confuso. Desson Howe do Washington Post escreveu que nunca é realmente explicado por que o personagem de Dafoe tem essa obsessão de descobrir a verdade sobre a morte de Bob, ou as várias outras esquisitices inexplicáveis que ocorrem no filme, como o fato de Mastrantonio cair apaixonada pelo personagem de Dafoe sem motivo aparente.
Leonard Maltin deu ao filme duas estrelas e chamou-o de "competentemente executado (mesmo por Rourke), mas com pouco mais para distingui-lo de dezenas de sua laia".
O filme está disponível em DVD com algumas opções especiais. Inclui opções em inglês e francês e legendas, uma filmografia de alguns atores do elenco e trailers para este e alguns outros filmes de Morgan Creek Productions.

## Elenco
- Willem Dafoe como Ray Dolezal
- Mickey Rourke como Gorman Lennox
- Mary Elizabeth Mastrantonio como Lane Bodine
- Samuel L. Jackson como Greg Meeker
- M. Emmet Walsh como Bert Gibson
- James Rebhorn como Agente Flynn
- Maura Tierney como Noreen
- Beth Grant como Roz Kincaid
- Mimi Rogers como Molly Dolezal